# بریدل‌مایل (اورگن)
بریدل‌مایل (به انگلیسی: Bridlemile) یک منطقهٔ مسکونی در ایالات متحده آمریکا است که در پورتلند، اورگن واقع شده‌است. مرز شهر پورتلند و این محله (همراستا با خیابان توماس جنوبی) می‌گذرد، به طوری که بخش جنوبی محله در داخل شهر پورتلند است، اما بخش شمالی آن شهرستان مولتنومه، اورگن است که ثبت نشده‌است. بخشی از محدوده شهر پورتلند در دو مکان (در امتداد بزرگراه بیورتون-هیلزدیل و در امتداد جاده همیلتون) به شهرستان واشینگتن گسترش می‌یابد.

## جمعیت
بریدل‌مایل ۳٫۶۳ کیلومتر مربع مساحت و ۵٬۶۹۸ نفر جمعیت دارد.